# Erwin Geldmacher
Erwin Geldmacher (* 28. November 1885 in Wetter an der Ruhr; † 16. Januar 1965 in Köln) war Professor für Betriebswirtschaftslehre an der Universität zu Köln. Er beschäftigte sich vorzugsweise mit der Kostenrechnung.

## Biographie
Geldmacher studierte Handelswissenschaften an der Kölner Handelshochschule, wo er 1912 Mitglied des Corps Rheno-Franconia wurde und sein Diplom erhielt sowie später auch zum Dr. rer. pol. promoviert wurde. Er war in Krefeld und danach Bremen berufstätig, bevor er für vier Jahre als Soldat im Ersten Weltkrieg diente.
1920 erhielt er einen Lehrauftrag an der Universität Köln. Zwei Jahre danach habilitierte er in Köln. 1924 erhielt er einen Ruf an den neu errichteten Lehrstuhl für Allgemeine Betriebswirtschaftslehre und Betriebswirtschaftslehre der Industrie und wurde Direktor des Industrieseminars, welches er 1920 gegründet hatte. 1925 reiste er mit 50 Studenten zu einer Studienreise in die USA. Im selben Jahr wurde er bis 1932 Vorsitzender des Prüfungsamtes. Die Reparationszahlungen Deutschlands waren ein Thema, mit welchem er sich intensiv beschäftigte. Dabei zeigte er, dass durch diese Zahlungen nicht nur die Wirtschaft der Zahlenden Schaden nimmt, sondern auch die der Empfänger.
1928 wurde er zum Dekan gewählt und blieb es auch nach 1933, nachdem er zum 1. Mai 1933 in die NSDAP (Mitgliedsnummer 2.130.556) und die SA eingetreten war. Er war bis zum Ende der Zeit des Nationalsozialismus der letzte frei gewählte Dekan. In dieser Position verhinderte er die geplante Zusammenlegung der Universität Köln mit der Rheinischen Friedrich-Wilhelms-Universität Bonn. Im März 1934 wurde er zum Rektor der Universität Köln ernannt. Von 1935 bis 1938 war Geldmacher Leiter des NS-Dozentenbundes im Gau Köln-Aachen und daneben Mitglied der Akademie für Deutsches Recht. 1943 wurde er innerhalb der SA zum Sturmführer befördert.
Geldmacher war Vorsitzender der Kommission für das Wirtschaftsprüferexamen im Rheinland. Auf die Gestaltung des Aktien- sowie GmbH-Rechts nahm er über seine Mitgliedschaft in den entsprechenden Ausschüssen der Akademie für Deutsches Recht Einfluss. 1926 wurde er Mitherausgeber der Zeitschrift für handelswissenschaftliche Forschung und blieb es bis 1933.
Trotz seiner NS-Vergangenheit wurde Geldmacher im Entnazifizierungsverfahren 1949 als "entlastet" eingestuft. Er beantragte daraufhin seine Emeritierung, die ihm gewährt wurde, weil er auf sein Recht verzichtete, weiterhin an der Universität tätig zu sein.
Geldmacher war seit 1918 mit der Diplomhandelslehrerin Catharina Albertina Paula Jüsten verheiratet. Er starb im Alter von 79 Jahren in seiner Wohnung in Köln-Lindenthal.

## Werk
In seinen Aufsätzen Bilanzsorgen wies er auf die Problematik der Erfassung von Anschaffungswerten statt von Wiederbeschaffungswerten hin und löste bereits damals eine breite wissenschaftliche Diskussion aus. Er kritisierte in seinem 1929 erschienenen Aufsatz die bis dahin unzureichende Einheitlichkeit der Fachsprache in der Betriebswirtschaftslehre. Dort schlug er unter anderem die noch heute gültige Unterscheidung und Abgrenzung der Grundbegriffe wie Leistung, Aufwand, Erlös, Ertrag, Kosten und Erfolg vor.